# تخلق الغدد التناسلية
تخلق الغدد التناسلية هو إحدى المراحل العديدة لتخلق الأعضاء.  بينما يتطور الجسم من اللاقحة أحادية الخلية إلى الجنين وفي النهاية الطفل، تحدث العديد من الخطوات كمحاولة لتعزيز التمايز والتخصص الخلوي.  ويشير تخلق الغدد التناسلية إلى حدوث تغيير محدد للخلايا في الرحم لدى الإناث أو القناة الناقلة للمني لدى الذكور.
ومسألة تخلق الغدد التناسلية ليست مفهومة بالكامل، ومع ذلك فإن أهمية الجين GON-4 واضحة. تكون جينات هوكس الإضافية كذلك، من العوامل الموثرة في تخلق الغدد التناسلية.

## وصلات خارجية
- www.biochem.wisc.edu on Gonadogenesis